# Миколай Потоцький (стражник коронний)
Миколай Потоцький з Яблунова і Тишківців гербу Пилява (пол. Mikołaj Potocki, бл.1512/1517/20 — 2 травня (між 2 травня — 19 червня 1572) — польський шляхтич, дворянин, військовик, урядник Королівства Польського, Корони Польської у Речі Посполитій. Генерал (генеральний староста) Подільських земель.

## Родовід
|  |                      |  |  |  |  |  |  |  |  |  |  |  |  |  |  |  |
|  | Матей Потоцький      |  |  |  |  |  |  |  |  |  |  |  |  |  |  |  |
|  |                      |  |  |  |  |  |  |  |  |  |  |  |  |  |  |  |
|  |                      |  |  |  |  |  |  |  |  |  |  |  |  |  |  |  |
|  | Яков Потоцький       |  |  |  |  |  |  |  |  |  |  |  |  |  |  |  |
|  |                      |  |  |  |  |  |  |  |  |  |  |  |  |  |  |  |
|  |                      |  |  |  |  |  |  |  |  |  |  |  |  |  |  |  |
|  | Єлизавета Псарська   |  |  |  |  |  |  |  |  |  |  |  |  |  |  |  |
|  |                      |  |  |  |  |  |  |  |  |  |  |  |  |  |  |  |
|  |                      |  |  |  |  |  |  |  |  |  |  |  |  |  |  |  |
|  | Миколай Потоцький    |  |  |  |  |  |  |  |  |  |  |  |  |  |  |  |
|  |                      |  |  |  |  |  |  |  |  |  |  |  |  |  |  |  |
|  |                      |  |  |  |  |  |  |  |  |  |  |  |  |  |  |  |
|  | Катерина Ємельніцька |  |  |  |  |  |  |  |  |  |  |  |  |  |  |  |
|  |                      |  |  |  |  |  |  |  |  |  |  |  |  |  |  |  |
|  |                      |  |  |  |  |  |  |  |  |  |  |  |  |  |  |  |

## Біографія
Народився в Кам'янці на Поділлі або в родинному Потоці. Був старшим сином Якуба Потоцького — галицького підкоморія, засновника гілки «Срібна Пилява» роду Потоцьких — і його першої дружини Катажини з Ємельніцьких. За життя його резиденцією почав ставати Потік неподалік Бучача в Руському воєводстві.
Разом з батьком брав участь у битві під Обертином у 1531 році. 1542 року продав Миколаєві Тарлу гербу Топор (Mikołaj Tarło) — хорунжому перемишльському — місцевість Альбіґова (тепер — ґміна Ланьцут). 1545 р. висланий з дарунками до королеви Ізабели в Семигороддя. 1549 р. повернувся до військової служби. 1550 р. був ротмістром гусарської корогви (80 коней) у Городку. У час смерти батька підписувався «de Jablonow de Sokolow».
1553 р. — перервав військову службу, став королівським придворним. На весіллі короля Сиґізмунда II Авґуста з Катериною Габсбурґ мав поєдинок спочатку на списах верхи, потім — на мечах зі Станіславом Менжиком. 1553 року король у Кракові надав нову посаду — управителя (шафар, лат. dispensator) Старого замку у Кам'янці. 1555–1558 роки — найманець у пруському війську Альбрехта Ґоґенцолерна. У 1556 році провів з братими поділ спадку батька. 1558–1559 рр. командир власної корогви; брав участь у сутичках із турками біля Бару. 1560–1562 рр. брав участь у війні з Московією, командуючи корогвою зі 160 кіньми.
У грудні 1563 р. з корогвою (200 вершників) прибув до Теребовлі з литовського фронту, служив два квартали до червня 1564 р. Новий лист, яким його 200-кінна корогва мала вирушати в похід, підписав 24 листопада 1565 р. в своєму маєтку Яблунові коло Теребовлі, була на службі до червня 1566 р., від березня 1566 р. мала 174 вершники. З 1565 р., за часів короля Сигізмунда Авґуста II, містечко Борек разом із сусідніми селами стало власністю королівського управителя Кам'янецького замку Миколая Потоцького (за іншими даними, тоді було королівщиною).
З 1569 р. — хмільницький староста (у склад староства входили одне місто, 8 сіл; у 1569—1570 p. давало 1788 злотих польських річного доходу), з 1571 р. — кам'янецький староста (1 місто, 12 сіл; 1574 записано дохід 3948 злотих польських). Як стражник польний коронний охороняв Поділля, Руське воєводство від набігів татар.
Крім отриманого в спадок від батька Соколова з околицями (зокрема, Загайполе, або Зайполе), 14 серпня 1552 р. отримав від короля у приватне володіння королівщини Вільховець, Тишківці, Яблунів; отримав право на заснування міста біля останнього (біля 1555 р.). Також був власником Крогульця У Кам'янці мав двір на вулиці Татарській, переказаний йому ротмістром, старостою стрийським Миколаєм Сенявським. В околицях міста посідав королівщину Сопухів. У 1555—1556 p. тримав у заставі за 1700 золотих місто Шарівку і село Колибани від теребовельського старости Бернарда Претвича.
Помер, був похований у Кракові. У домініканському костелі домініканців у Золотому Потоці на пам'ять про нього встановили пам'ятну таблицю з епітафією. Текст епітафії:

NICOLAO POTOCKI.|Chmielnicensi & Camenecensi Praefecto.|VIXI|Gloriae satis, non mihi.|REDDIDI|Regi subiectionem, Patriae honorem, Familiae observantiam, Mortalitati pondus|NUNC.|Resurrectionem expecto,|Spe animam pasco.|O DEUS,|Tutor non ultor.|Sis precor creature.

## Шлюб, сім'я
Біля 1550 р. одружився із Анною з Черміньских (за Каспером Несецьким, Чермєнських; померла між 1579-81 роками) гербу Рамульт (вдова Себастьяна Ксьонжніцкого, дідичка Панівців, Сутинівців (Шутнівців), Милиничів, Михалкова, 1525—1579/1580) — донькою писаря кам'янецького Анджея Чермєнського. У шлюбі народились:
- Ян (бл.1551—1611) — генерал подільської землі, кальвініст
- Анджей (бл.1552—1609) — ротмістр, каштелян кам'янецький, кальвініст
- Якуб (1554—1613) — ротмістр, генерал подільської землі
- Миколай (1557 — ?) — ротмістр, йому була встановлена в старому фарному костелі Бучача пам'ятна плита з епітафією[13], дружина — Гелена з Калиновських[14]
- Барбара (1559 — ?) — дружина хмільницького старости Якуба Струся (або Труся[14]) ? —1588)
- Катажина (1561 —1619) — дружина галицького каштеляна Станіслава Волуцького
- Анна (1563 — ?) — дружина НН Куропатви
- Стефан (1568 —1631) — генерал подільської землі.

Діяльність його синів була пов'язана з Поділлям.